# Rovarevők
A rovarevők korábban Insectivora néven az emlősök (Mammalia) osztályának egyik rendje volt, a legújabb filogenetikus rendszerezésekben viszont az Eulipotyphla már nem rend, hanem magasabb szintű, a Laurasiatheria öregrend alatti rendszertani csoport, amelybe a sünféléket magába foglaló sünalakúak (Erinaceomorpha) rendje, valamint a többi családot magába foglaló cickányalakúak (Soricomorpha) rendje tartozik.

## Rendszerezés
A csoportot ma az alábbi rendekbe és családokba sorolják:
- rend: Sünalakúak (Erinaceomorpha)
  - család: Sünfélék (Erinaceidae) – 23 faj
- rend: Cickányalakúak (Soricomorpha)
  - család: Cickányfélék (Soricidae) – 376 faj
  - család: Vakondfélék (Talpidae) – 42 faj
  - család: Patkányvakondfélék (Solenodontidae) – 4 faj, 2 kihalt
  - család: †Karibicickány-félék (Nesophontidae) – 9 faj, mind kihalt

### Hagyományos rendszerezés
A rovarevők (Insectivora) rendjébe a hagyományos rendszertanok a következő családokat sorolták:
- Aranyvakondfélék (Chrysochloridae)
- Tanrekfélék (Tenrecidae)
- Sünfélék (Erinaceidae)
- Cickányfélék (Soricidae)
- Vakondfélék (Talpidae)
- Patkányvakondfélék (Solenodontidae)
- Karibicickány-félék (Nesophontidae)

Az aranyvakondfélék és a tanrekfélék családját ma az emlősök különálló Afrosoricida rendjébe helyezik.

## Fogazat
- Egyforma, hegyes fogaik vannak
- 3 féle fogból álló fogsor
- Metszőfogaknál kisebb szemfog
- Egycsúcsú elő-, többcsúcsú hatsó zápfogak
- Fogképletük {\displaystyle {\tfrac {3.1.1-3.3}{1-2.0-1.1.3}}}

## Életmód
- Ragadozó, rovarokkal és gerinctelenekkel táplálkoznak
- Gyümölcsöket ritkán fogyasztanak
- Nagy mennyiségű állati eredetű táplálékot fogyasztanak
- Szárazföldön élnek, de jól úsznak
- Legtöbb közülük éjjeli állat
- Élettartamuk 1,5 év, de a sün 8-10 évig